# Jean Kraft
Jean Marie Kraft (Menasha, 9 gennaio 1927 – Englewood, 15 luglio 2021) è stata un mezzosoprano statunitense.

## Caratteri generali
Jean Kraft ha iniziato la sua carriera cantando con la New York City Opera (NYCO) durante nei primi anni 60, dopo di che ha intrapreso una collaborazione lunga e fruttuosa con il Santa Fe Opera che durò dal 1965 al 1987.  Nel 1970 entra a far parte del Metropolitan Opera House di New York dove si è esibita regolarmente fino al 1989.  Ella ha inoltre ha cantato come artista ospite con molte altre compagnie d'opera in tutti gli Stati Uniti durante la sua carriera. La Kraft al Met ha cantato in 784 spettacoli.

## Primi anni di vita e l'educazione
Nata a Menasha nel Wisconsin, la Kraft ha iniziato la sua carriera lavorando da adolescente come pianista ed era anche un'abile suonatrice di clarinetto e tromba. Dopo aver lavorato come pianista per quattro anni ha deciso di riorientare la sua strada verso una carriera di cantante, a questo punto, più interessata al repertorio concertistico che nell'opera. Entrò al Curtis Institute of Music dove ha studiato canto sotto Giannini Gregory continuando poi con ulteriori studi con Theodore Harrison a Chicago, William Ernest Vedal a Monaco di Baviera e Povla Frijsh a New York.

### Gli inizi della carriera:1960-1969
Ancora studente, la Kraft ha cantato il ruolo di Laura Gates nella première nel Berkshire Music Center di Tanglewood di The Tale for a Deaf Ear di Mark Bucci nel 1957. Ella ha fatto il suo debutto professionale nell'opera il 18 febbraio 1960 come la Madre in Six Characters in Search of an Author di Hugo Weisgall al NYCO con Beverly Sills.
Mentre era impegnata nell'esecuzione di opere a New York ed a Santa Fe (Nuovo Messico) nel corso degli anni 60, la Kraft ha cantato anche con altre compagnie operistiche ed in concerti in tutti gli Stati Uniti. Nel maggio del 1962 ha tenuto il suo primo recital alla Carnegie Hall di New York City con il pianista e compositore Yehudi Wyner ad accompagnarla in un programma che comprendeva le prime di vari pezzi di Wyner.

### Gli anni della Metropolitan Opera:1970-1989
Nel 1969 alla Kraft è stato offerto un contratto da Rudolf Bing di aderire alla lista dei cantanti del Metropolitan Opera. Così lei ha fatto il suo debutto al Met, il 7 febbraio 1970 come Flora ne La Traviata con Gabriella Tucci come Violetta, Nicolai Gedda come Alfredo, Robert Merrill come Germont e Francesco Molinari-Pradelli direttore. Questo fu l'inizio di un lungo rapporto artistico che ha portato anche diverse registrazioni di CD.
La Kraft al Met ha cantato in ruoli come Emilia in Otello con Jon Vickers e Louis Quilico diretta da James Levine nella produzione di Franco Zeffirelli, la tossicodipendente Mrs. Sedley in Peter Grimes di Britten e Mamma Lucia nella produzione  di Franco Zeffirelli della Cavalleria rusticana di Mascagni. Lei ha anche partecipato alla messa in scena di John Dexter dei Dialoghi delle Carmelitane.
Durante i suoi anni di lavoro per il Met, la Kraft ha continuato a tornare periodicamente in spettacoli con il Santa Fe Opera. La sua ultima performance con la compagnia è stata come la Vedova Zimmerlein in Die Frau schweigsame di Strauss nel 1987.
La Kraft è stata attiva anche in concerti ed opere liriche con altre organizzazioni nel corso degli anni 70 ed 80. Come concertista ha avuto particolare successo per le sue performance in diverse sinfonie di Mahler, in particolare cantando la Sinfonia n. 8 con la Chicago Symphony Orchestra nel 1977 e nell'esecuzione/registrazione della Sinfonia n. 2 con la New York Philharmonic diretta da Leonard Bernstein. Alcune delle compagnie d'opera con le quali si è esibita in questo periodo sono state la Houston Grand Opera, l'Opera di Dallas, il New Orleans Opera e l'Opera Company di Boston. Nel 1976 ha interpretato Augusta Tabor in The Ballad of Baby Doe di Moore con la Tulsa Opera. Nel 1984 ha fatto il suo debutto in ruoli principali con la Lyric Opera di Chicago. La sua ultima apparizione nell'opera risale al 1990 presso la Seattle Opera come la duchessa di Krakentorp ne La Fille du régiment di Donizetti.

### La vita più tarda: 1990-oggi
Dopo il ritiro dalla scena lirica nel 1990, la Kraft divide il suo tempo tra la sua famiglia e l'insegnamento del canto a Santa Fe.  Suo marito, il compianto violinista Richard Elias, aveva suonato nell'Orchestra del Met durante gli impegni della Kraft al Metroppolitan e si era ritirato con lei. La coppia aveva costruito una casa a Santa Fe nel 1974, dove avevano vissuto quando non erano a New York City. Elias è morto nel 2003. Pochi anni dopo la morte del marito, la Kraft è tornata a New York, dove continua ad insegnare.

### Riferimenti
- METOPERA DATABASE, su archives.metoperafamily.org. URL consultato il 30 marzo 2013 (archiviato dall'url originale il 12 agosto 2018).
- Lyric Opera of Chicago, su lyricopera.org.

| Controllo di autorità | VIAF (EN) 40553324 · ISNI (EN) 0000 0001 1442 4523 · LCCN (EN) nr90000700 · GND (DE) 133042219 · BNF (FR) cb139942773 (data) · J9U (EN, HE) 987007594747505171 |